# Burchan
Burchan ist der Hauptgott der in Sibirien, genauer Burjatien (unter anderem am Baikalsee) lebenden Burjaten.
Eine Tradition besteht darin, dass man dem Baikalsee und damit Burchan ein paar Tropfen Wodka opfert.
Ein weiterer Brauch besteht darin, dass man kleine Zettel mit Gebeten an Bäume hängt, damit der Wind sie forttragen möge.